# パウロス・アブラハム
パウロス・アブラハム（Paulos Abraham, 2002年7月16日 - ）は、スウェーデン・ストックホルム県ソルナ出身のサッカー選手。ハンマルビーIF所属。ポジションはFW。

## クラブ経歴
7歳の時にIFブロマポイカルナのユースアカデミーに入所。2020年に17歳でトップチームに昇格。2月24日のスウェーデンカップのGIFスンツヴァル戦でプロデビュー。カップ戦で3試合出場した後、3月17日にAIKソルナへの移籍が発表され、2023年までの契約を締結。6月20日のエーレブルーSK戦で国内リーグアルスヴェンスカン初出場。7月5日のファルケンベリFF戦で、プロ初ゴールを記録。ルーキーシーズンはリーグ戦26試合3ゴールを記録。国内でも若手有望株として注目され、2021年1月にはUEFAのホームページでも注目の若手選手として紹介された。
2021年1月31日、FCフローニンゲンに買取オプション付きのローン移籍で加入したことが発表された。

## 代表歴
2018年から、各ユース世代のスウェーデン代表に招集されている。

## 人物
- 両親はエリトリア出身。
- 2021年1月のFCフローニンゲンに移籍した際には、セルティックFCもアブラハムの獲得に乗り出していたとも言われている[6]。